# Реут
Ре́ут (рум. Răut [рэ́ут]) — река в Молдавии, правый приток Днестра. Длина — 286 км. Площадь бассейна — 7760 км².
Общее падение — 168 м. Средняя ширина русла — 30 м. Средняя ширина долины — 7 км. Средний расход воды — от 6 до 15 м³/с. Средний расход воды — 6,42 м³/с. Абсолютный максимум — 135 м³/с (08.09.1989 г.), абсолютный минимум — 0,20 м³/с (19-27.09 1959 г.) Объём годового стока — 189 млн м³. Среднегодовой сток — 9,93 м³/с
Гидрологический режим Реута непостоянный. Есть весенние и летние паводки.
Внутригодовое распределение стока реки по сезонам в средний по водности год: весной — 50 %, летом — 23 %, осенью — 14 %, зимой — 13 %.
Реут является самой большой внутренней рекой Молдовы.

## География
Реут берёт начало вблизи села Редю-Маре Дондюшанского района, на высоте 146 м над уровнем моря, течёт в юго-восточном направлении, дважды меняет направление течения (около Бельц и Флорешт) и впадает в Днестр возле села Устье. Долина реки достигает ширины от 3 км у Бельц до 9 км около Оргеева. На Реуте есть множество плавней, большей частью осушенных. Между Флорештами и Казанештами Реут проходит сквозь известняковые скалы, образуя глубокие и узкие ущелья.
В долине реки выращивают кормовые культуры и овощи. Реут используется для орошения. На реке Реут расположены города Бельцы, Маркулешты, Флорешты и Оргеев. В бассейне реки находятся историко-культурный заповедник Старый Орхей и живописный участок возле села Требужены.
Основные притоки: правые — Копачанка, Реуцел, Солонец, Улигач, Большой Чулук, Ватич, Иванча, Рышка, Кула; левые — Куболта, Кайнар, Каменка, Добруша, Сагала, Иванос, Драгинич, Когильник.
Воды реки сильно загрязнены хозяйственно-бытовыми сточными водами. Средняя мутность вод — 700 г/см³ у г. Бельцы.
Неподалёку от села Никоряны Дрокиевского района, русло реки полностью пересохло.
Ширина реки у г. Бельцы около 3-4 метров

## История
Около города Бельцы на берегу Реута находится большой «Татарский» курган.
На Реуте, в селе Казанешть Теленештского района построена первая в Молдове гидроэлектростанция (1954 г.), которая просуществовала недолго и с вводом в строй Дубоссарской ГЭС в начале 1960-х годов была закрыта из-за нерентабельности. Однако плотина и водохранилище выше неё сохранились до сих пор. Очень живописное место.
В августе 2017 года у села Брынзений-Ной (Теленештского района) была перекрыта вода на малой ГЭС, из-за чего ниже по течению — погибла рыба.